# Институт Нильса Бора
Институ́т Ни́льса Бо́ра (дат. Niels Bohr Institutet) — научно-исследовательский институт, занимающийся проблемами астрономии, ядерной физики, физики элементарных частиц, геофизики и др., входящий в структуру Копенгагенского университета.
Институт был основан в 1920 году при финансовой поддержке пивоваренной компании Carlsberg знаменитым датским физиком-теоретиком Нильсом Бором, заведовавшим кафедрой с 1916 г. В восьмидесятую годовщину со дня его рождения (7 октября 1965 года) Институт теоретической физики Университета Копенгагена получил имя своего основателя.
В 1910-е, 1920-е и 1930-е годы Институт был центром развивающихся наук: атомной физики и квантовой физики. Физики со всей Европы и других концов света часто посещали Институт, чтобы посоветоваться с Нильсом Бором на темы новых теорий и открытий. Копенгагенская интерпретация квантовой механики получила своё название благодаря работе, проведённой в Институте в то время.